# Rot-Weiss Essen 2003-2004
Questa voce raccoglie le informazioni riguardanti il Rot-Weiss Essen nelle competizioni ufficiali della stagione 2003-2004.

## Stagione
Nella stagione 2003-2004 il Rot Weiss Essen, allenato da Harry Pleß, Co-Michael Lusch, Holger Fach e Jürgen Gelsdorf, concluse il campionato di Regionalliga nord al 1º posto.

## Rosa
| N. |                        | Ruolo | Calciatore         |
| -- | ---------------------- | ----- | ------------------ |
| 1  | Germania (bandiera)    | P     | Sascha Kirschstein |
| 2  | Germania (bandiera)    | D     | Hilko Ristau       |
| 4  | Germania (bandiera)    | D     | Sven Fischer       |
| 5  | Germania (bandiera)    | D     | Carsten Baumann    |
| 6  | Germania (bandiera)    | D     | Ronny Ernst        |
| 7  | Germania (bandiera)    | C     | Marcus Wedau       |
| 8  | Germania (bandiera)    | C     | Torben Tutas       |
| 9  | Germania (bandiera)    | A     | Sascha Wolf        |
| 10 | Germania (bandiera)    | D     | Heiko Bonan        |
| 11 | Germania (bandiera)    | C     | Sven Lintjens      |
| 12 | Germania (bandiera)    | P     | Rene Renno         |
| 14 | Paesi Bassi (bandiera) | C     | Remco Heerkens     |
| 15 | Australia (bandiera)   | D     | Spase Dilevski     |

| N. |                        | Ruolo | Calciatore         |
| -- | ---------------------- | ----- | ------------------ |
| 16 | Germania (bandiera)    | D     | Marko Kück         |
| 17 | Germania (bandiera)    | C     | Ali Bilgin         |
| 18 | Germania (bandiera)    | C     | Benjamin Köhler    |
| 19 | Danimarca (bandiera)   | C     | Bjarne Goldbæk     |
| 20 | Turchia (bandiera)     | C     | Ramazan Yildirim   |
| 21 | Paesi Bassi (bandiera) | A     | Erwin Koen         |
| 22 | Germania (bandiera)    | D     | Benjamin Weigelt   |
| 23 | Germania (bandiera)    | C     | Stephan Nachtigall |
| 24 | Germania (bandiera)    | D     | Philipp Haastrup   |
| 27 | Germania (bandiera)    | A     | Sebastian Schoof   |
| 28 | Germania (bandiera)    | D     | Manuel Schulitz    |
| 29 | Ghana (bandiera)       | A     | Mark Komade        |
| 30 | Germania (bandiera)    | A     | Dirk van der Ven   |

## Organigramma societario
Area tecnica
- Allenatore: Jürgen Gelsdorf
- Allenatore in seconda: Michael Lusch
- Preparatore dei portieri:
- Preparatori atletici:
- Analisi video:

## Calciomercato

### Sessione estiva
| Acquisti | Acquisti           | Acquisti         | Acquisti |
| R.       | Nome               | da               | Modalità |
| -------- | ------------------ | ---------------- | -------- |
| A        | Dirk van der Ven   | Yokohama FC      |          |
| D        | Carsten Baumann    | Wattenscheid 09  |          |
| D        | Spase Dilevski     | PSV              |          |
| D        | Christian Fickert  | Waldhof Mannheim |          |
| C        | Bjarne Goldbæk     | Fulham           |          |
| C        | Remco Heerkens     | ADO Den Haag     |          |
| C        | Benjamin Köhler    | Hertha Berlino   |          |
| C        | Stephan Nachtigall | Schalke 04 U19   |          |
| P        | Rene Renno         | Wattenscheid 09  |          |
| C        | Ramazan Yildirim   | Jahn Ratisbona   |          |

| Cessioni | Cessioni           | Cessioni             | Cessioni |
| R.       | Nome               | a                    | Modalità |
| -------- | ------------------ | -------------------- | -------- |
| A        | Tuncay Aksoy       | Kleve                |          |
| D        | Dennis Brinkmann   | Alemannia Aquisgrana |          |
| C        | Sebastian Hahn     | Verl                 |          |
| C        | Jörg Lipinski      | Kleve                |          |
| P        | Marco Sejna        | LR Ahlen             |          |
| C        | Borislav Tomoski   | Paderborn            |          |
| D        | Andreas Zimmermann | Paderborn            |          |

### Sessione invernale
| Acquisti | Acquisti         | Acquisti         | Acquisti |
| R.       | Nome             | da               | Modalità |
| -------- | ---------------- | ---------------- | -------- |
| D        | Philipp Haastrup | Osnabrück        |          |
| A        | Sebastian Schoof | Bayer Leverkusen |          |

| Cessioni | Cessioni          | Cessioni        | Cessioni |
| R.       | Nome              | a               | Modalità |
| -------- | ----------------- | --------------- | -------- |
| C        | Martin Hauswald   | Preußen Münster |          |
| D        | Christian Fickert | Sandhausen      |          |
| C        | Marco Manske      | Duisburg II     |          |

## Risultati

### Regionalliga

#### Girone di andata
| Arbitro: | Schriever |

|                      |           |                       |
| Ende 29’ Niedrig 65’ | Marcatori | 41’ Lintjens 85’ Wolf |

| Arbitro: | Scheppe |

|          |           |                  |
| Wolf 15’ | Marcatori | 85’ Schierenbeck |

| Arbitro: | Hagen |

|  |           |                                  |
|  | Marcatori | 1’ Wolf 17’ Goldbæk 38’ Lintjens |

| Arbitro: | Meyer |

|  |           |                                       |
|  | Marcatori | 52’ Reichenberger 71’ (rig.) Feldhoff |

| Arbitro: | Fröhlich |

|            |           |  |
| Jansen 68’ | Marcatori |  |

| Arbitro: | Anklam |

|                                               |           |                        |
| Yildirim 6’ Lintjens 13’, 43’ Koen 79’ (rig.) | Marcatori | 57’ Löbe 82’ Katriniok |

| Arbitro: | Marks |

|           |           |              |
| Musci 44’ | Marcatori | 6’, 51’ Koen |

| Arbitro: | Rafati |

|                              |           |  |
| Beuchel 29’ (aut.) Wedau 45’ | Marcatori |  |

| Arbitro: | Otte |

|                         |           |  |
| Bayertz 47’ Tavarez 83’ | Marcatori |  |

| Arbitro: | Hoyzer |

|                                             |           |  |
| Wedau 59’ Goldbæk 70’ Bilgin 79’ Köhler 85’ | Marcatori |  |

| Arbitro: | Melms |

|                                            |           |                                   |
| Ilski 25’ Rose 39’ Trejgis 50’ Schultz 85’ | Marcatori | 27’ Yildirim 37’ Goldbæk 42’ Koen |

| Arbitro: | Koop |

|              |           |  |
| Lintjens 12’ | Marcatori |  |

| Arbitro: | Weber |

|                                                  |           |  |
| Lintjens 2’, 27’ Goldbæk 41’ Koen 50’ Köhler 52’ | Marcatori |  |

| Arbitro: | Weiner |

|                |           |          |
| Gerov 35’, 62’ | Marcatori | 34’ Koen |

| Arbitro: | Grudzinski |

|                                      |           |  |
| Köhler 14’, 40’ Koen 45’ Goldbæk 85’ | Marcatori |  |

| Arbitro: | Frank |

|  |           |         |
|  | Marcatori | 5’ Koen |

| Arbitro: | Jauch |

|                      |           |  |
| Köhler 56’, 58’, 60’ | Marcatori |  |

#### Girone di ritorno
| Essen 29 novembre 2003, ore 14:00 CET 18ª giornata | Rot-Weiss Essen | 0 – 0 referto | Colonia II | Georg-Melches-Stadion (8 174 spett.)\| Arbitro: \| Hagen \| |
| Arbitro:                                           | Hagen           |               |            |                                                             |

| Arbitro: | Plaggenborg |

|                              |           |  |
| Wilking 28’ Schierenbeck 31’ | Marcatori |  |

| Arbitro: | Kuhl |

|                                                 |           |           |
| Schoof 32’, 45’, 85’ Koen 38’ (rig.) Bilgin 70’ | Marcatori | 75’ Blank |

| Arbitro: | Rafati |

|  |           |                     |
|  | Marcatori | 24’ Koen 48’ Köhler |

| Arbitro: | Gräfe |

|            |           |  |
| Ristau 73’ | Marcatori |  |

| Bochum 19 marzo 2004, ore 19:30 CET 23ª giornata | Wattenscheid 09 | 0 – 0 referto | Rot-Weiss Essen | Lohrheidestadion (5 483 spett.)\| Arbitro: \| Melms \| |
| Arbitro:                                         | Melms           |               |                 |                                                        |

| Arbitro: | Fischer |

|            |           |  |
| Bilgin 90’ | Marcatori |  |

| Dresda 3 aprile 2004, ore 14:00 CEST 25ª giornata | Dinamo Dresda | 0 – 0 referto | Rot-Weiss Essen | Rudolf-Harbig-Stadion (14 128 spett.)\| Arbitro: \| Späker \| |
| Arbitro:                                          | Späker        |               |                 |                                                               |

| Arbitro: | Schriever |

|                                                         |           |                           |
| Koen 23’, 85’ Goldbæk 28’ Baumann 56’ (aut.) Bilgin 78’ | Marcatori | 58’ Ebersbach 83’ Bayertz |

| Arbitro: | Weiner |

|  |           |                                         |
|  | Marcatori | 6’ Wedau 43’ Schoof 59’ Köhler 74’ Koen |

| Arbitro: | Schößling |

|          |           |  |
| Koen 83’ | Marcatori |  |

| Arbitro: | Meyer |

|              |           |                                |
| Hauswald 63’ | Marcatori | 21’ Bilgin 73’ Koen 83’ Köhler |

| Arbitro: | Bornhöft |

|               |           |                                             |
| Fillinger 52’ | Marcatori | 47’ (aut.) Göhlert 64’ Koen 72’, 82’ Schoof |

| Arbitro: | Weber |

|                                       |           |            |
| Koen 41’ (rig.) Schoof 75’ Köhler 90’ | Marcatori | 36’ Donkov |

| Arbitro: | Kuhl |

|  |           |                                                                                    |
|  | Marcatori | 14’ Bilgin 48’ Ernst 50’ Goldbæk 60’ (rig.) Koen 70’ Köhler 78’ Wedau 84’ Yildirim |

| Arbitro: | Frank |

|                                 |           |           |
| Köhler 49’ Schoof 54’ Wedau 84’ | Marcatori | 70’ Bugri |

| Arbitro: | Meyer |

|  |           |                 |
|  | Marcatori | 44’, 65’ Bilgin |

## Statistiche

### Statistiche di squadra
| Competizione      | Punti | In casa | In casa | In casa | In casa | In casa | In casa | In trasferta | In trasferta | In trasferta | In trasferta | In trasferta | In trasferta | Totale | Totale | Totale | Totale | Totale | Totale | DR  |
| Competizione      | Punti | G       | V       | N       | P       | Gf      | Gs      | G            | V            | N            | P            | Gf           | Gs           | G      | V      | N      | P      | Gf     | Gs     | DR  |
| ----------------- | ----- | ------- | ------- | ------- | ------- | ------- | ------- | ------------ | ------------ | ------------ | ------------ | ------------ | ------------ | ------ | ------ | ------ | ------ | ------ | ------ | --- |
| Regionalliga nord | 74    | 17      | 14      | 2       | 1       | 43      | 10      | 17           | 9            | 3            | 5            | 34           | 16           | 34     | 23     | 5      | 6      | 77     | 26     | +51 |
| Totale            | 74    | 17      | 14      | 2       | 1       | 43      | 10      | 17           | 9            | 3            | 5            | 34           | 16           | 34     | 23     | 5      | 6      | 77     | 26     | +51 |

### Andamento in campionato
| Giornata  | 1 | 2  | 3 | 4  | 5  | 6  | 7 | 8 | 9  | 10 | 11 | 12 | 13 | 14 | 15 | 16 | 17 | 18 | 19 | 20 | 21 | 22 | 23 | 24 | 25 | 26 | 27 | 28 | 29 | 30 | 31 | 32 | 33 | 34 |
| --------- | - | -- | - | -- | -- | -- | - | - | -- | -- | -- | -- | -- | -- | -- | -- | -- | -- | -- | -- | -- | -- | -- | -- | -- | -- | -- | -- | -- | -- | -- | -- | -- | -- |
| Luogo     | T | C  | T | C  | T  | C  | T | C | T  | C  | T  | C  | C  | T  | C  | T  | C  | C  | T  | C  | T  | C  | T  | C  | T  | C  | T  | C  | T  | T  | C  | T  | C  | T  |
| Risultato | N | N  | V | P  | P  | V  | V | V | P  | V  | P  | V  | V  | P  | V  | V  | V  | N  | P  | V  | V  | V  | N  | V  | N  | V  | V  | V  | V  | V  | V  | V  | V  | V  |
| Posizione | 8 | 12 | 6 | 10 | 12 | 10 | 9 | 5 | 10 | 7  | 8  | 6  | 3  | 5  | 4  | 2  | 2  | 3  | 5  | 4  | 3  | 2  | 2  | 2  | 2  | 2  | 1  | 1  | 1  | 1  | 1  | 1  | 1  | 1  |

Legenda:

Luogo: C = Casa; T = Trasferta. Risultato: V = Vittoria; N = Pareggio; P = Sconfitta.

### Statistiche dei giocatori
| C. Baumann     | 13 | 0  | 4 | 0 |
| A. Bilgin      | 29 | 8  | 3 | 0 |
| H. Bonan       | 25 | 0  | 1 | 0 |
| S. Dilevski    | 0  | 0  | 0 | 0 |
| R. Ernst       | 31 | 1  | 4 | 0 |
| S. Fischer     | 4  | 0  | 1 | 0 |
| B. Goldbæk     | 30 | 7  | 4 | 0 |
| P. Haastrup    | 6  | 0  | 0 | 0 |
| M. Hauswald    | 2  | 0  | 0 | 0 |
| R. Heerkens    | 12 | 0  | 4 | 0 |
| S. Kirschstein | 32 | 0  | 2 | 1 |
| E. Koen        | 32 | 18 | 6 | 0 |
| M. Komade      | 1  | 0  | 0 | 0 |
| B. Köhler      | 34 | 13 | 2 | 0 |
| M. Kück        | 25 | 0  | 1 | 0 |
| S. Lintjens    | 24 | 7  | 8 | 0 |
| S. Nachtigall  | 0  | 0  | 0 | 0 |
| R. Renno       | 2  | 0  | 0 | 0 |
| H. Ristau      | 15 | 1  | 3 | 0 |
| S. Schoof      | 15 | 8  | 4 | 0 |
| M. Schulitz    | 0  | 0  | 0 | 0 |
| T. Tutas       | 14 | 0  | 0 | 0 |
| A. Weber       | 5  | 0  | 0 | 1 |
| M. Wedau       | 30 | 5  | 8 | 0 |
| B. Weigelt     | 30 | 0  | 3 | 1 |
| S. Wolf        | 17 | 3  | 0 | 1 |
| R. Yildirim    | 30 | 3  | 3 | 0 |
| D. van der Ven | 10 | 0  | 0 | 0 |